# 魏 (恆星)
摩羯座33，又名BD-21 6007，HD 203638、SAO 190295、HR 8183，是摩羯座的一颗恒星，视星等为5.41，位于銀經28.78，銀緯-42.56，其B1900.0坐标为赤經21h 18m 29.4s，赤緯-21° -42.56′ 37″。